# 维莱阿勒朗
维莱阿勒朗（法語：Villers-Allerand，法語發音：[vilɛʁ alʁɑ̃]）是法国马恩省的一个市镇，属于兰斯区。

## 地理
维莱阿勒朗（49°9'58"N, 4°1'30"E）面积12.3 平方千米，位于法国大東部大區马恩省，该省份为法国东北部内陆省份，北起阿登省，西北接埃纳省，西南接塞纳-马恩省，南至奥布省，东南接上马恩省，东临默兹省。
与维莱阿勒朗接壤的市镇（或旧市镇、城区）包括：尚弗勒里、热尔迈讷、蒙布雷、里伊拉蒙塔涅、塞尔米耶、维莱欧讷。

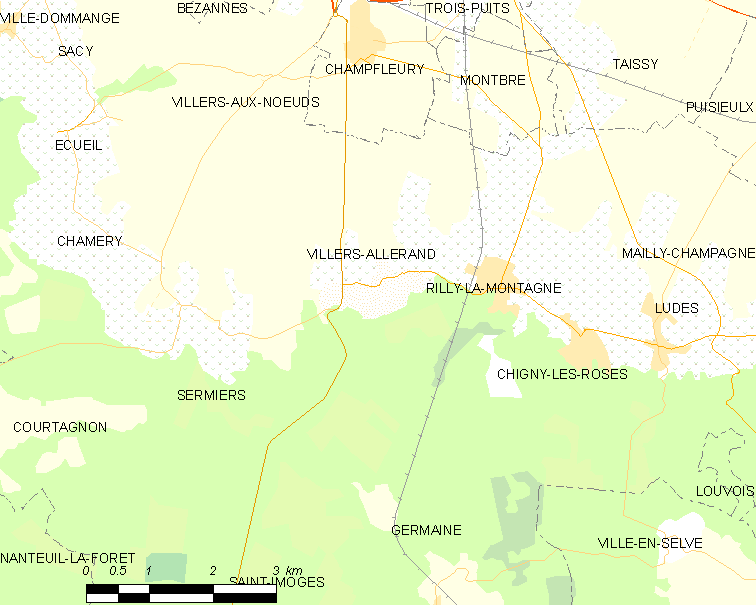
维莱阿勒朗的OSM定位图

维莱阿勒朗的时区为UTC+01:00、UTC+02:00（夏令时）。

## 行政
维莱阿勒朗的邮政编码为51500，INSEE市镇编码为51629。

## 政治
维莱阿勒朗所属的省级选区为穆尔默隆-韦勒-香槟山县。

## 人口

1962-2008年间维莱阿勒朗人口变化图示

维莱阿勒朗于2022年1月1日时的人口数量为934人。